# Athelington
Athelington is een civil parish in het bestuurlijke gebied Mid Suffolk, in het Engelse graafschap Suffolk met 23 inwoners.